# Romolo Catasta
Romolo Catasta, italijanski veslač, * 26. marec 1923, Rim, † 26. marec 1985.
Catasta je za Italijo nastopil na Poletnih olimpijskih igrah 1948 v Londonu, kjer je v enojcu osvojil bronasto medaljo.